# 埃爾多拉多 (南馬托格羅索州)
23°47′13″S 54°17′02″W / 23.78694°S 54.28389°W
埃爾多拉多（葡萄牙語：Eldorado），是巴西的城鎮，位於該國西部，由南馬托格羅索州負責管轄，始建於1976年5月13日，面積1,018平方公里，海拔高度342米，2014年人口12,079，人口密度每平方公里11.5人。